# Cosme (distrito)
Cosme é um distrito do Peru, departamento de Huancavelica, localizada na província de Churcampa.

## Transporte
O distrito de Cosme é servido pela seguinte rodovia:
- PE-3S, que liga o distrito de La Oroya à Ponte Desaguadero (Fronteira Bolívia-Peru) - e a rodovia boliviana Ruta 1 - no distrito de Desaguadero (Região de Puno) [1][2][3]